# Women Make Movies
Women Make Movies – feministyczna organizacja medialna non-profit z siedzibą w Nowym Jorku. Założycielki to Ariel Dougherty, Sheila Paige i Dolores Bargowski. WMM był pierwszym feministycznym kręgiem producenckim, wyłonił się ze spotkań Ruchu wyzwolenia kobiet (Women's Liberation Movement) we wrześniu 1969 roku. Organizację zarejestrowano w marcu 1972, by prowadzić lokalne warsztaty filmowe dla zwyczajnych kobiet. Rozpoczęto też dystrybuowanie filmów. Do 1973 roku powstały cztery własne produkcje. W połowie lat siedemdziesiątych zaczęto zrzeszać członkinie, kontrolować i rozpowszechniać ich prace. Począwszy od lat 80. skupiono się na dystrybucji niezależnych filmów tworzonych przez kobiety i o kobietach. WMM zapewnia także wsparcie produkcji kobietom-filmowcom. Debra Zimmerman jest dyrektorem zarządzającym od roku 1983.

## Katalog filmów
Organizacja dystrybuuje więcej niż 500 filmów stworzonych przez ponad 400 reżyserek z blisko 30 krajów. Filmy poruszają takie tematy, jak prawa reprodukcyjne, AIDS, ego cielesne (sposób postrzegania własnego ciała), rozwój gospodarczy, rasizm, imigracja, etyka lekarska i globalny feminizm (ang. global feminism). W kolekcji znajdują się filmy najważniejszych feministycznych reżyserek, w tym Trinh T. Minh-ha, Julie Dash, Pratibha Parmar, Jane Campion i Kim Longinotto.

## Rozpoznawalność
Produkcje rozpowszechniane przez WMM pojawiały się na festiwalach filmowych na całym świecie, w tym w Sundance, w Cannes, w Amsterdamie (IDFA) czy na Athena Film Festival. Otrzymywały tam nagrody, m.in. Nagrodę specjalną jury na Sundance Film Festival (The Greatest Silence: Rape in the Congo oraz Rough Aunties)), Oscara (Love & Diane), Nagrodę Emmy (Quick Brown Fox: An Alzheimer’s Story) i Peabody (Sisters in Law).
W 2011 roku organizacja otrzymała nagrodę Athena Film Festival za całokształt pracy nad dystrybucją dzieł tworzonych przez i o kobietach.

## Dystrybucja
Filmy WMM były emitowane na wielu kanałach kablowych i satelitarnych, w tym w HBO, Cinemax, PBS, Sundance Channel i Rede Globo. Wśród pokazywanych tytułów znalazły się: Hold Me Tight, Let Me Go Kim Longinotto i Gemma Cubero czy Ella Es El Matador Celeste Carrasco. Organizacja ściśle współpracowała z Public Broadcasting System, Hunter College, Muzeum Sztuki Nowoczesnej i wieloma podobnymi stowarzyszeniami z Nowego Jorku. Tak powstał m.in. program dokumentalny Krótka kronika dłuższego życia (ang. Extra Life: A Short History of Living Longer), emitowany w Polsce na BBC Earth.

## Archiwum
W kalifornijskim Academy Film Archive znajduje się Women Make Movies Collection, zawierająca szkice, taśmy filmowe oraz oryginalne rekwizyty z kilkudziesięciu filmów fabularnych, dokumentalnych, krótkometrażowych zrealizowanych przy wsparciu organizacji.